# Phobjikha-Tal
Das Phobjikha-Tal (bhutanisch ཕོབ་སྦྱིས་ཁ) ist ein Hochlandtal in Bhutan, welches innerhalb der Gewogs Phobji und Gangte im Distrikt Wangdue Phodrang liegt in der gemäßigten Klimazone der Bergtäler Zentralbhutans. Die Winter sind kalt und trocken, während es im Sommer durch den Monsun viel regnet. In und durch das Tal fließen mehrere Bäche. Das zentrale Feuchtgebiet wurde als Ramsar-Gebiet ausgewiesen. Es ist zudem eine Important Bird Area und das wichtigste Überwinterungsgebiet für Schwarzhalskraniche in Bhutan. Das im 16. Jahrhundert gebaute Gangtey-Kloster im Tal ist ein bekanntes Touristenziel. Hier findet alljährlich zum 11. November ein Festival zur Feier der eintreffenden Schwarzhalskraniche statt. Die Einwohner praktizierten früher vertikale Wanderweidewirtschaft, jedoch haben sich seit den 1980ern Bauern dauerhaft im Tal niedergelassen, wo sie von Ackerbau und Viehzucht leben. Hauptanbauprodukt sind Kartoffeln.

## Geographie

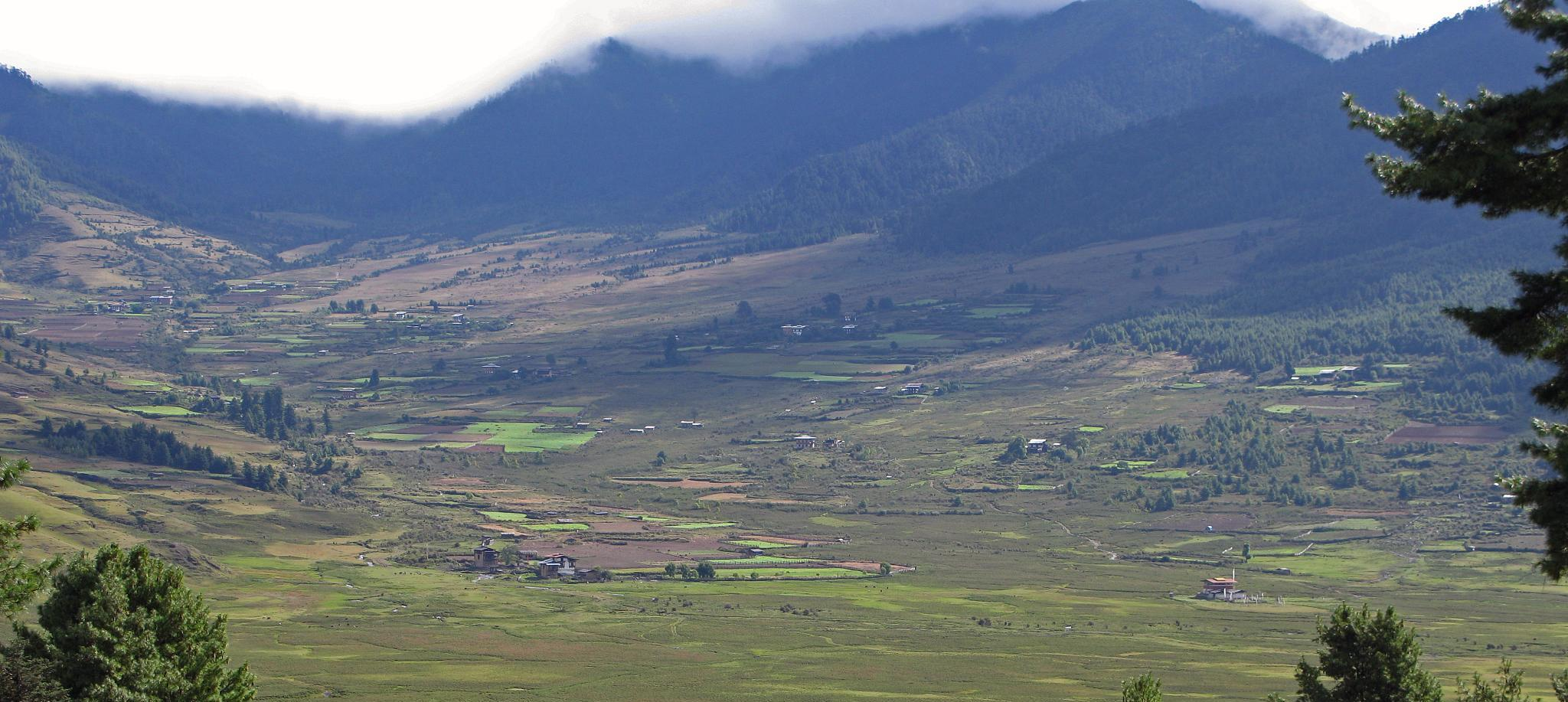
Blick auf das Tal im Jahr 2008

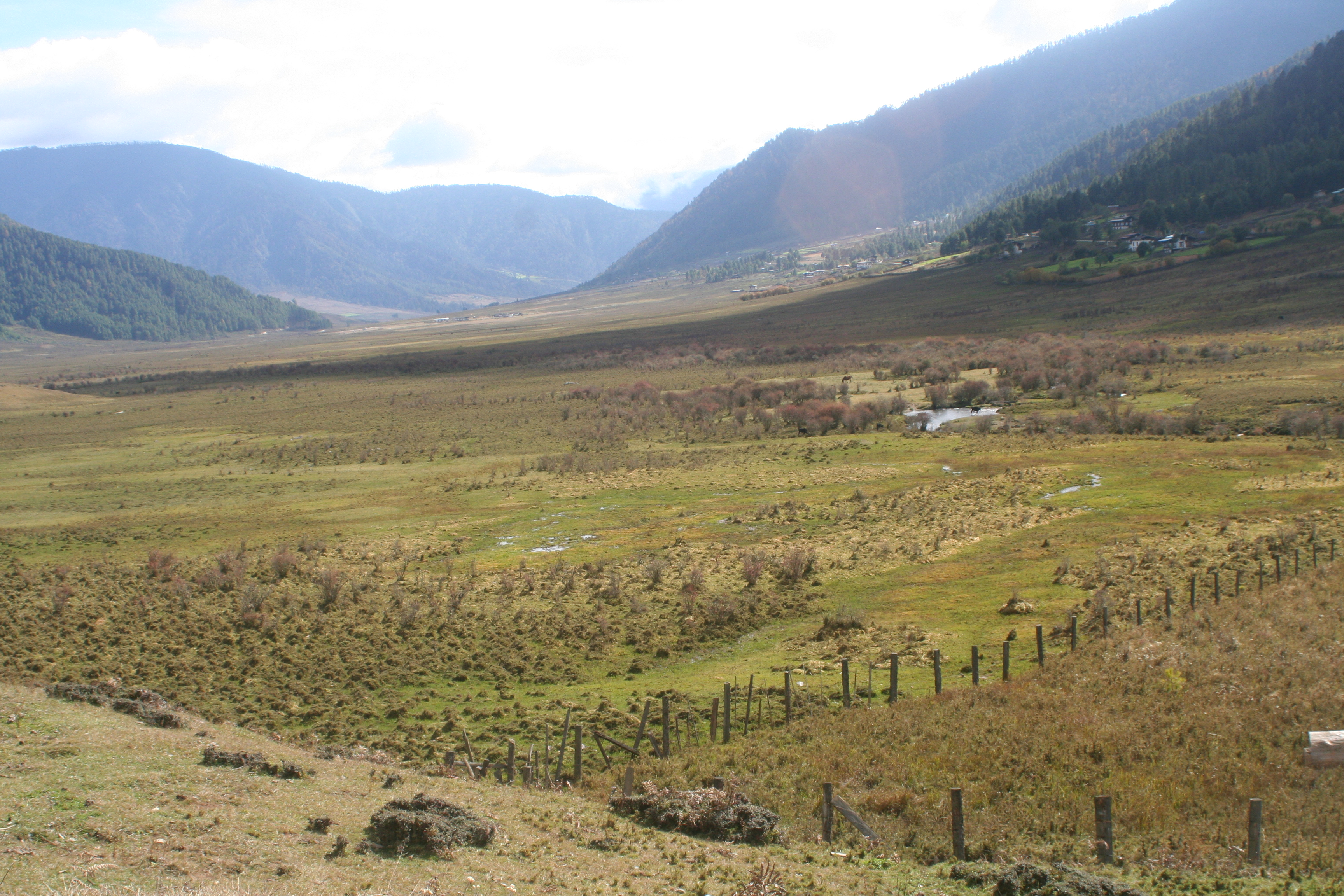
Das Tal im November

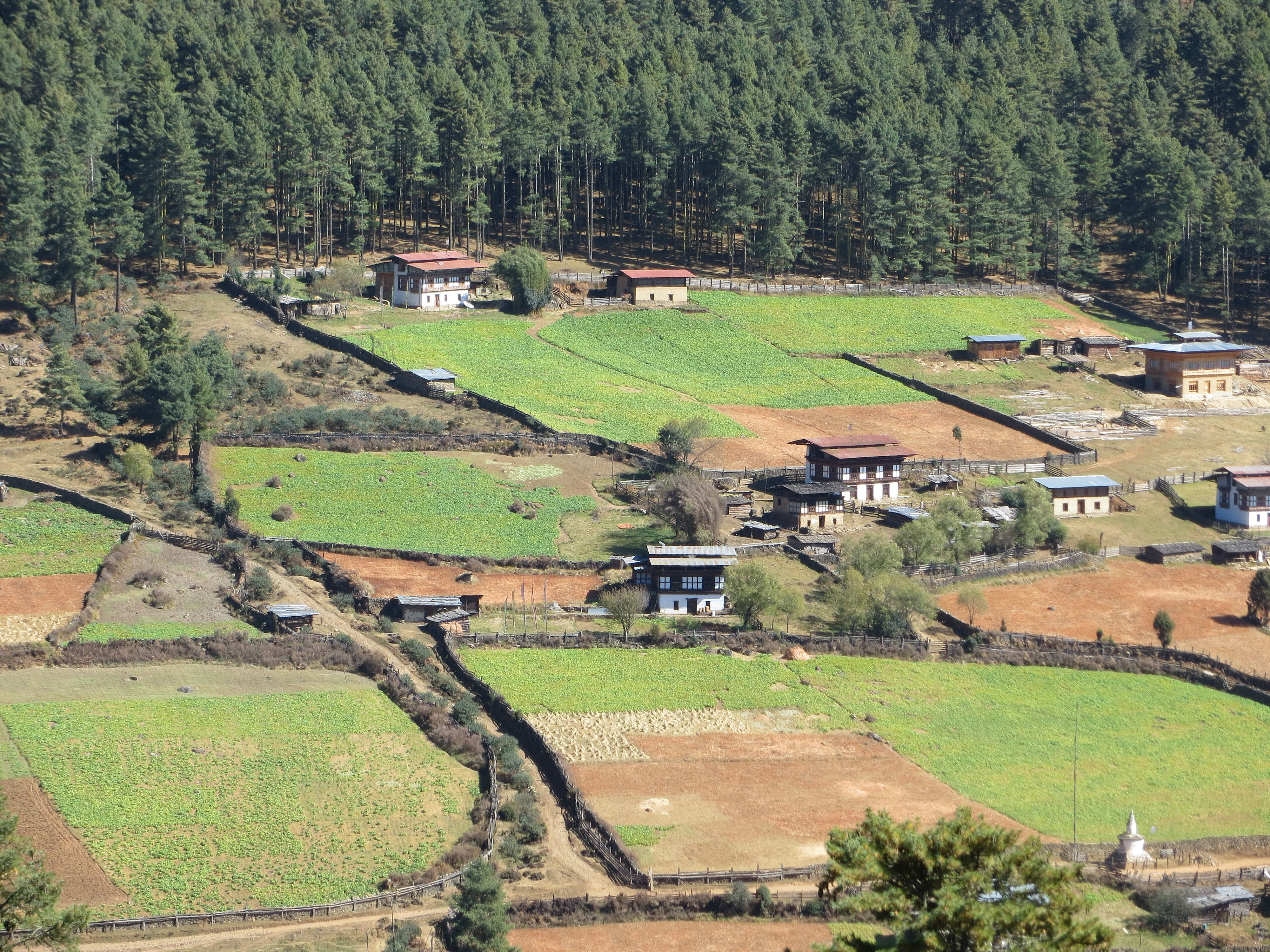
Acker- und Weideflächen an den Talhängen

Das Phobjikha-Tal ist ein breites, U-förmiges Gletschertal. Es liegt im Himalaya Zentralbhutans westlich der Black Mountains auf rund 3000 Meter Höhe. Die umgebenden Berggipfel haben Höhen von etwa 4000 Metern. Im Tal verteilt sind 44 Dörfer mit insgesamt 4740 Einwohnern (Stand 2016). Der nächstgelegene größere Ort ist Wangdue Phodrang westlich des Tals, welcher der Hauptort des Distrikts ist mit ca. 7500 Einwohnern.

### Klima
Das Phobjikha-Tal liegt in der gemäßigten Klimazone der Bergtäler Zentralbhutans.
Die jährliche Durchschnittstemperatur liegt bei 8,3 °C. Der wärmste Monat ist der Juli mit durchschnittlich 15,3 °C und der kälteste der Januar mit −0,3 °C.
Die Winter sind kalt und relativ trocken und die Sommer nass. Aufgrund der komplexen Topographie variiert der Niederschlag lokal stark. Über das Jahr steigt er von März bis Oktober, mit einem Maximum von Juni bis August durch den im Sommer in ganz Bhutan auftretenden Monsun. Die jährliche Niederschlagsmenge liegt zwischen 1100 und 2200 mm pro Jahr. Der mittlere jährliche Gesamtniederschlag im Phobjikha-Tal lag für den Zeitraum von 1992 bis 2003 bei 1411,4 mm mit einem Niederschlagsmaximum im Juli von 323,3 mm. Neben der Wasserversorgung dient das Feuchtgebiet auch als Staubsenke und hat eine kühlende Wirkung in der Region.

### Geologie
Die etwa 10 bis 15 Meter dicke untere Schicht der Kame-Terrasse besteht aus sandigem Schluff (48 % Schluff, 52 % Sand), der mit Wasser aus der Kontaktzone mit der darunter liegenden tonigen Grundmoräne gesättigt ist. Das von Gletschern im Pleistozän geformte Tal weist einen durch die undurchlässige Schicht sumpfigen Talboden auf.
Die lokale Geologie wird von kristallinen Sedimenten aus dem Präkambrium (Chekha-Formation) dominiert. Reste fossiler Meeressedimente kommen in der Nähe von Taphu vor. Der Boden im Phobjikha-Tal hat eine niedrige Schüttdichte von oft unter 0,7 g/cm³, einen niedrigen pH-Wert und eine niedrige Kationenaustauschkapazität, was die saure Natur der darunter liegenden Granit- und Phyllitschiefer widerspiegelt. Der Boden hat flache A-Horizonte, aber einen hohen Kohlenstoffgehalt, oft bis in eine Tiefe von mehr als einen Meter, mit leuchtend orangen Unterbodenfarben. Menschliche Aktivitäten wie Abholzung, Beweidung und Landwirtschaft zusammen mit starken Talwinden, häufigen Frost-Tau-Wechseln, ausgedehnten Trockenperioden im Winter und spärlicher Vegetationsbedeckung haben zu der schluffig-lehmigen und steinfreien Textur des Bodens im Phobjikha-Tal geführt. Die Vegetationsdecke trägt dazu bei Wasserverdunstung und Bodenerosion zu verringern.

### Hydrologie

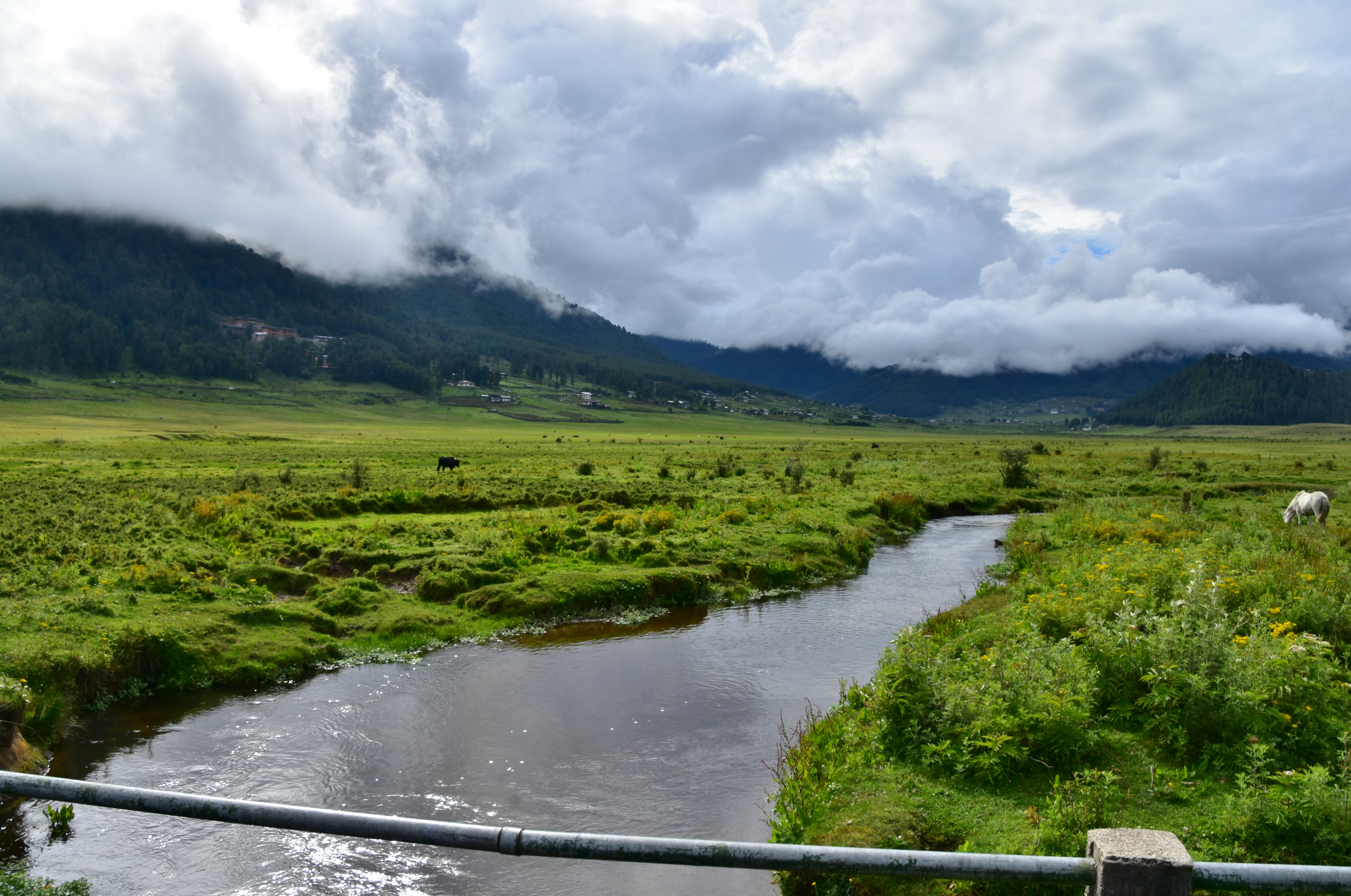
Ein Bach im Phobjikha-Tal

Das Tal ist eines der größten Hochland-Feuchtgebiete in Bhutan. Die Tiefe des Grundwasserspiegels variiert und an manchen stellen ist das Oberflächenwasser tiefer als ein Meter. Das Wasser fließt in den Nakey Chhu, Khewang Chhu und andere kleine, ein- und mehrjährige Bäche, die im Tal durch offenes Grasland und Dickichte aus Zwergbambus mäandern. Der Nakey Chhu ist einer der Zuflüsse des Puna Tsang Chhu, wo flussabwärts zwei Wasserkraftwerke gebaut werden. Das Feuchtgebiet dient als Trinkwasserquelle und zur Bewässerung für Landwirtschaftsflächen im Tal und flussabwärts.
Das zentrale Feuchtgebiet spielt eine bedeutende Rolle bei der Filterung der Nährstoffe und Schadstoffe, die vom Ackerland in die Bäche gelangen. Yushania microphylla-Bambus und Torfmoose, die die Almwiesen des Feuchtgebiets bedecken, regulieren den Wasserkreislauf, indem sie die Verdunstungsprozesse kontrollieren und die Bodenfeuchtigkeit zurückhalten.

### Naturschutzgebiete
Am 2. Mai 2014 wurde das Ramsar-Gebiet Gangtey-Phobji mit der Nummer 2264 ausgewiesen. Die Fläche von 9,7 km² umfasst das zentrale Feuchtgebiet des Tals auf Höhen zwischen 2755 und 3169 Metern. Unterhalb des Amann-Kora Resorts beginnt die Nordgrenze, die Hängebrücke Zizi Zam ist die südliche Grenze. Die westliche Grenze liegt hauptsächlich unterhalb der Zubringerstraße des Tals, schließt jedoch alle privaten Grundstücke aus. Die östliche Grenze endet an den privaten Ländereien. Eine Fläche von 3500 Hektar des Phobjikha- und des angrenzenden Khatekha-Tals sind zudem von BirdLife International als Important Bird Area mit der Nummer BT009 nach den Kriterien A1 (Global vom Aussterben bedrohte Arten), A2 (Arten mit beschränktem Verbreitungsgebiet) und A4i (Bündelung von Wasservögeln) ausgewiesen.
Südlich des Tals liegt der Jigme-Singye-Wangchuck-Nationalpark.

## Flora und Fauna
Das Phobjikha-Tal ist ein Hochlandtal und Feuchtgebiet mit einer vielfältigen Flora und Fauna.

### Flora

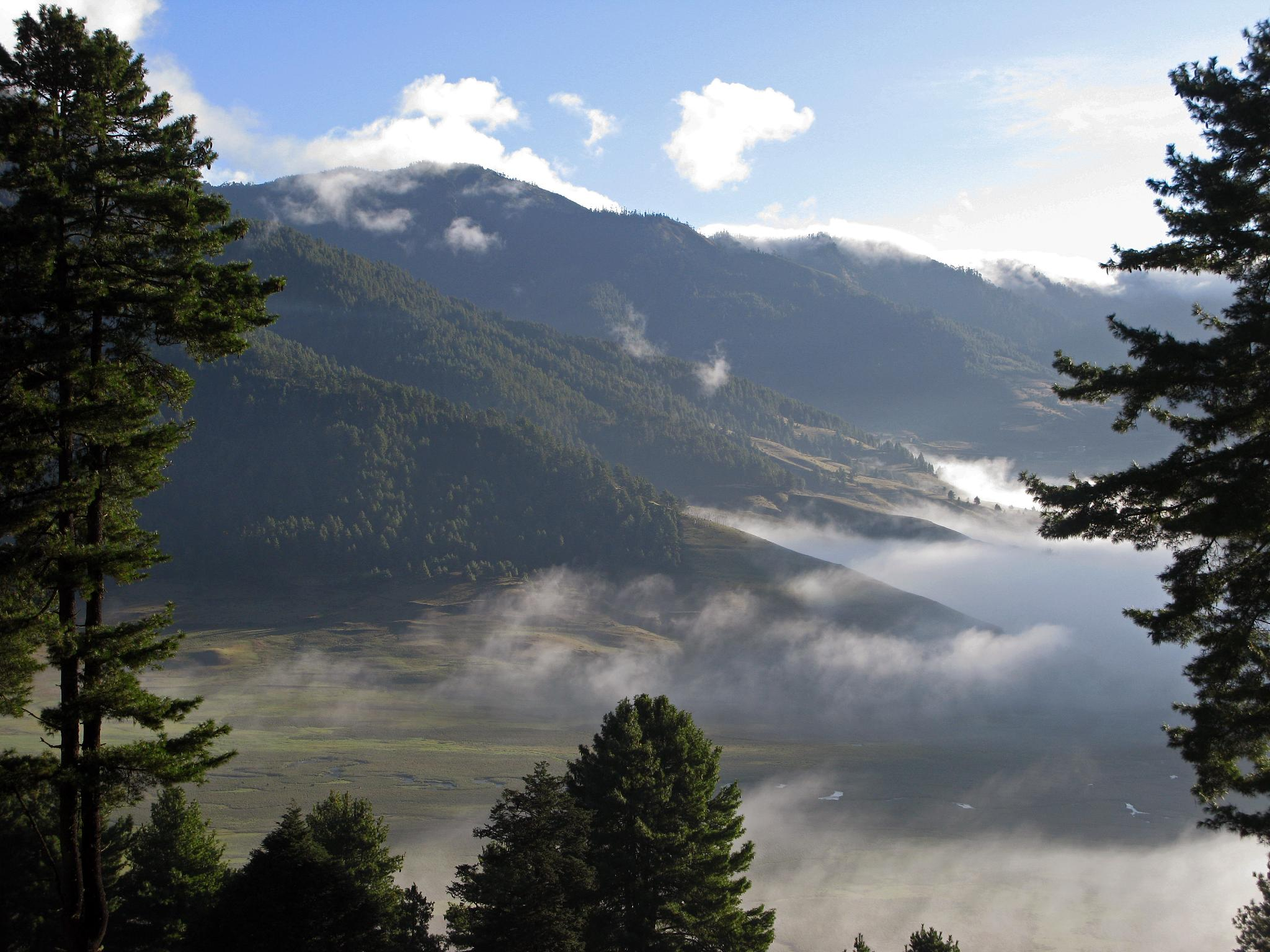
Tränen-Kiefern (Pinus wallichiana) an den Hängen des Phobjikha-Tals

Insgesamt wurden 55 Baum- und 73 Straucharten sowie 254 krautige Pflanzen im Feuchtgebiet nachgewiesen. Einige in Bhutan endemische, d. h. ausschließlich hier auftretende Arten sind Eriocaulon bhutanicum und die Augentrostart Euphrasia bhutanica.
Die Hänge im Norden des Tals werden von Tränen-Kiefern dominiert mit Unterwuchs aus Harthölzern wie der Himalaya-Birke und verschiedenen Arten von Rhododendron und Ahorn. Mit zunehmender Höhe verändert sich die Artenzusammensetzung mehr zu Fichten und Tannen mit niedriger wachsenden Himalaya-Hemlocktannen und Rhododendren dazwischen und an lichteren Bereichen. Die Wälder in den südlichen Talregionen sind reicher an Harthölzern und werden von Birken, Ahorn und Rhododendron dominiert. Das Unterholz besteht aus Tränen-Kiefern, Bambus der Art Thamnocalamus spathiflours, Farnen und krautigen Arten aus der Gattung Rubus, sowie Primeln und der Erdbeerart Fragaria nubicola.
Das zentrale Feuchtgebiet ist umgeben von mäßig ansteigenden bis steilen Hängen mit Ackerland und Wäldern aus Tränen-Kiefern, Wacholder (Juniperus recurva und Juniperus pseudo sabina) und endemischen Rhododendren (z. B. Rhododendron kesangiae). Sträucher wie Rhododendron thomsonii wachsen hauptsächlich entlang der saisonal auftretenden Bäche. Berberitzen (z. B. Begrannte Berberitze) und Artemisia-Arten wachsen an Ackerrändern während Kleinblättrige Zwergmispel entlang der Wege wächst. Insgesamt setzt sich die Feuchtgebietsvegetation aus Bambus, Gräsern und Seggen (25 Arten), krautigen Pflanzen (48 mehrjährige und 20 einjährige Arten), Sträuchern (vier Arten) und zwei bodenwüchsigen Orchideen- und Farnarten zusammen. Etwa neunzig Prozent des Sumpfes sind von Bambus der Art Yushania microphylla bedeckt.

### Fauna

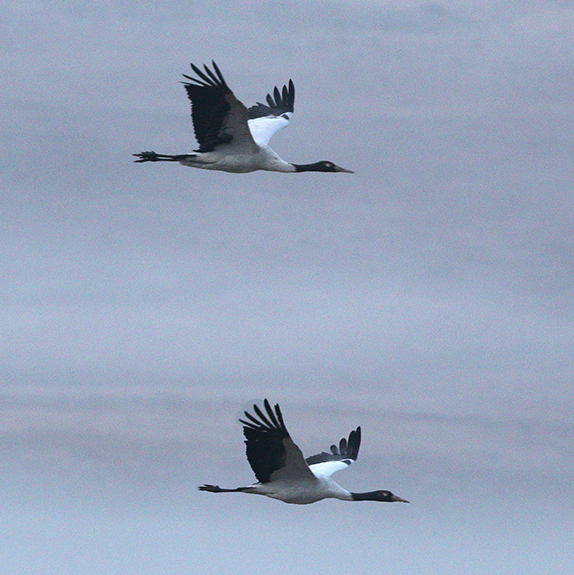
Schwarzhalskraniche im Tal

In den Gebieten mit Oberflächenwasser gibt es von den Hufen der Rinder gebildete Pfützen, die Mikrohabitate für verschiedene Insekten wie Libellenlarven, Mückenlarven und Mücken bieten. Nasse mit Gras bewachsene Bereiche ohne Oberflächenwasser haben zahlreiche Regenwürmer in der Wurzelzone. Neben Libellen und Mücken sind weitere im Tal verbreitete Insekten die Östliche Honigbiene, Riesenhonigbiene und Asiatische Riesenhornisse.
Die größeren Säugetiere, die zur Wasser- und Nahrungssuche in das Feuchtgebiet kommen, umfassen 24 Arten. Dazu zählen auch einige größere Raubtiere wie Kragenbären, Leoparden (gefährdet), Tiger (stark gefährdet), Rohrkatzen, Rothunde (stark gefährdet) und Rotfüchse sowie mittelgroße wie Fleckenmusangs, Altweltotter, Krabbenmangusten, Buntmarder und Steinmarder. Zu den Pflanzen- und Allesfressern zählen Muntjaks, Graue Gorale, Sambars (gefährdet), Schafe, Wildschweine, Indische Weißschwanz-Stachelschweine und Himalaya-Pfeifhasen. Darüber hinaus gibt es Bengalische Hanuman-Languren und Westliche Kleine Pandas (stark gefährdet). An Hörnchenarten finden sich das Orangebauch-Himalayahörnchen, das als potentiell gefährdet eingestufte Bhutan-Riesengleithörnchen, das Himalaya-Streifenhörnchen und eine Murmeltierart. Neben diesen 24 Arten sind kleinere Säugetiere im Tal verbreitet. So wurden während der Wintermonate nach Häufigkeit sortiert die Zwergspitzmaus, die Große Himalaya-Weißbauchratte (Niviventer niviventer), der Großohr-Pfeifhase, die Sikkim-Felswühlmaus, die Hausratte und die Kleine Himalaya-Weißbauchratte beobachtet.
An Vögeln wurden 102 Arten registriert. Darunter auch der von der IUCN als gefährdet eingestufte Schmuckkleiber. Als potentiell gefährdet eingestuft sind der Schneegeier, der Satyrtragopan, das Rotbrustwaldrebhuhn und der Schwarzhalskranich. Etwa 550 Schwarzhalskraniche überwintern jedes Jahr von Oktober bis März in Bhutan im Phobjikha-Tal, Bumdeling, Khotokha und Bumthang, davon etwa 95 Prozent allein in den ersten beiden Gebieten und über 400 im Phobjikha-Tal. Die Kraniche gelten in Bhutan als „Vögel des Glücks“ und werden Himmelsvögel genannt, nach dem Glauben, dass sie die Seelen der Verstorbenen auf dem Rücken zum Himmel tragen. Ein Ausbleiben der Vögel im Herbst gilt als schlechtes Omen.

## Kultur, Wirtschaft und Tourismus

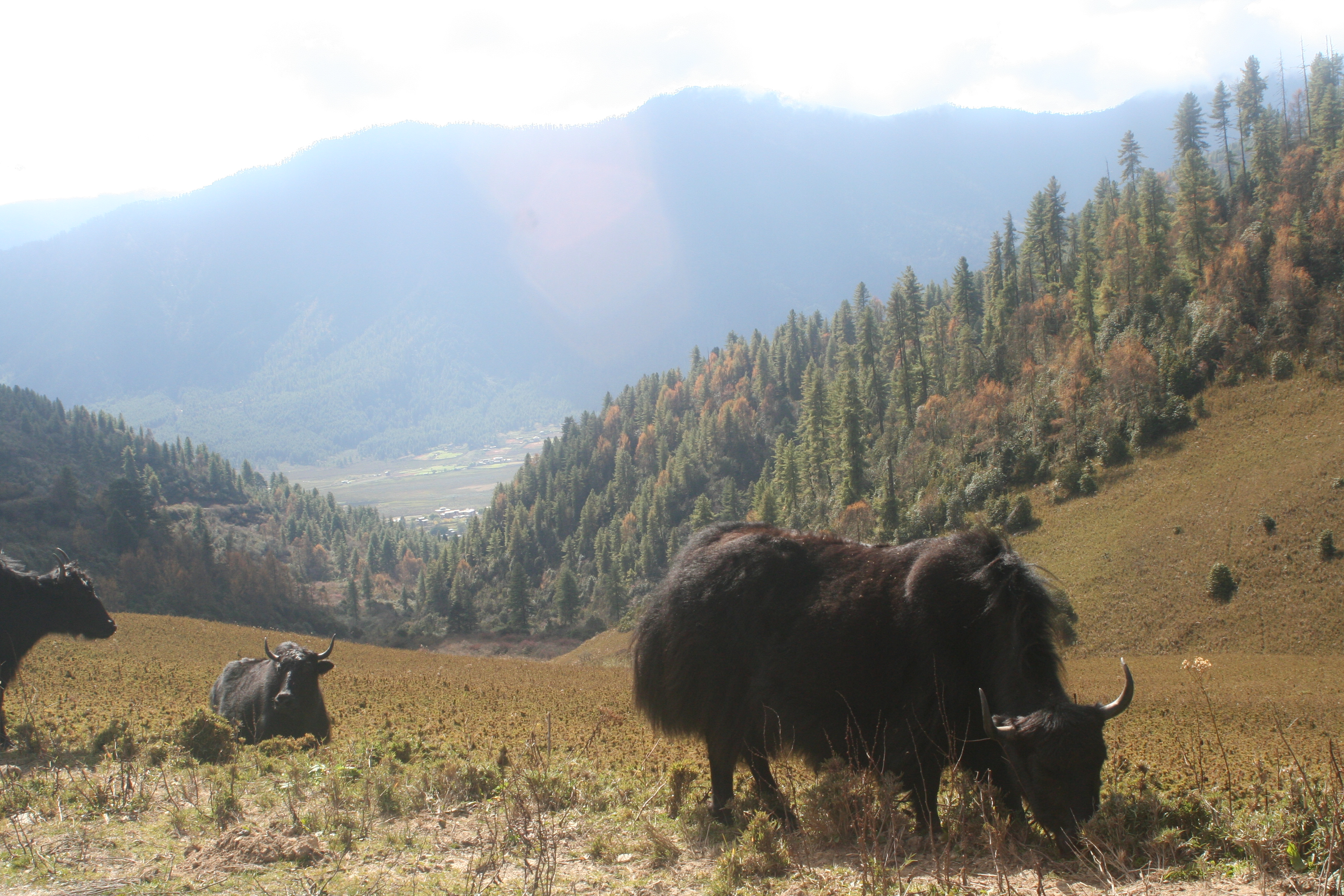
An den mit Zwergbambus bewachsenen Berghängen grasende Yaks, 2010

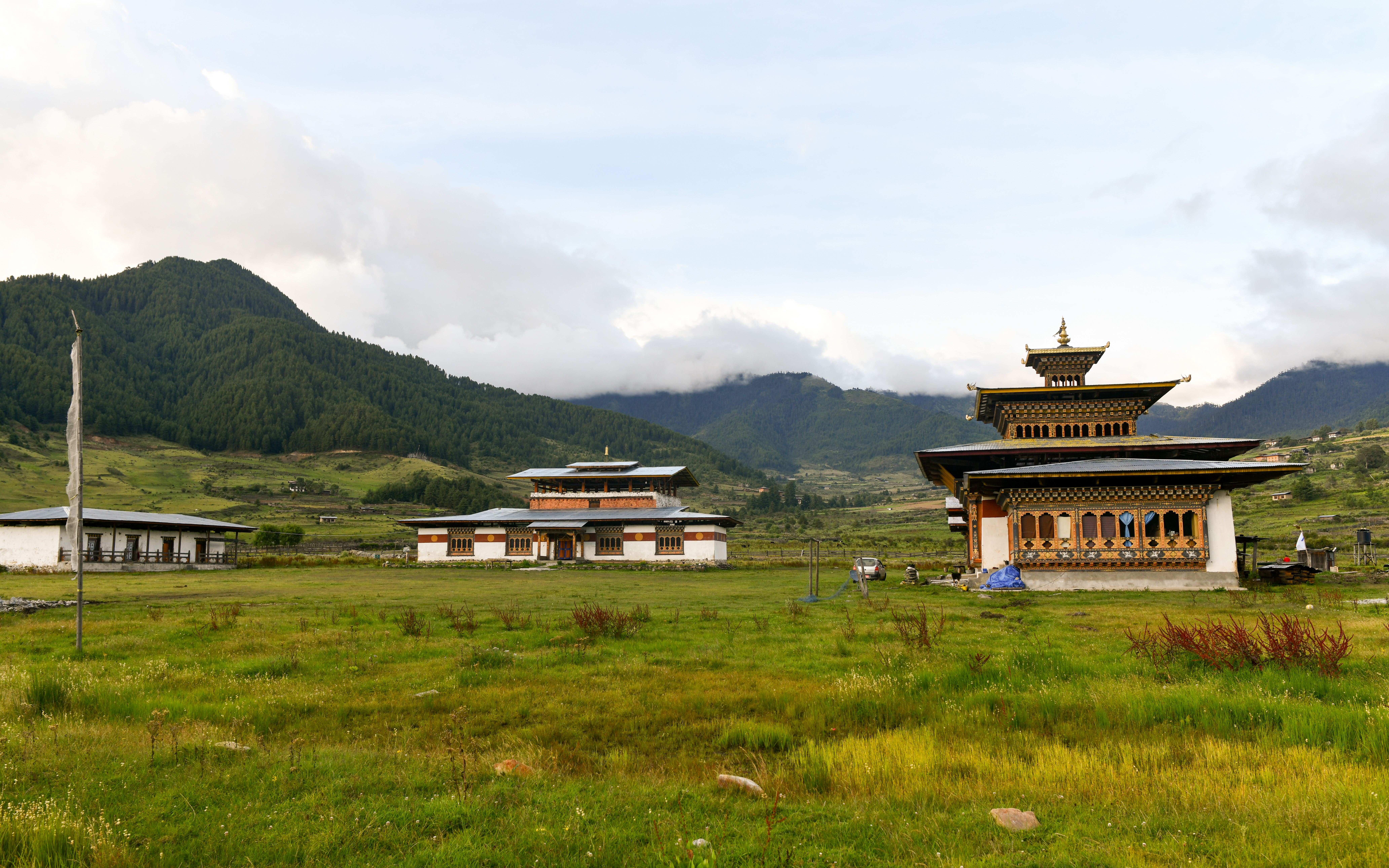
Der Tempel Khewang Lhakhang

Die Bevölkerung im Phobjikha-Tal praktizierte früher vertikale Wanderweidewirtschaft, jedoch haben sich inzwischen einige Bauern dauerhaft im Tal niedergelassen, was auf die Einführung des Kartoffelanbaus in den frühen 1980er Jahren zurückgeführt wird. Der Lebensunterhalt der Gemeinden hängt nicht direkt vom Feuchtgebiet ab. Die wichtigste Lebensgrundlage ist neben dem Ackerbau (Kartoffeln, Rettich, Rüben) auch die Viehzucht (Kühe, Pferde, Schafe, Ziegen, Yaks, Geflügel und Schweine). Die aktive Bevölkerung in der Altersgruppe von 15 bis 49 Jahren betrug Stand 2005 43,6 % und Kinder unter 15 Jahren machten 38,4 % der Bevölkerung aus. Die durchschnittliche Familiengröße war mit 7,5 Personen groß und reichte von 1 bis 14 Personen.
Das Phobjikha-Tal ist sowohl kulturell als auch landschaftlich bedeutend. Durch das Gangtey-Kloster (Gangtey Goenpa) aus dem 16. Jahrhundert ist das Phobjikha-Tal als wichtiges religiöses Zentrum auch ein beliebtes Ziel für einheimische und internationale Touristen. Darüber hinaus befinden sich im Tal die Tempel Kumbu Lhakhang, Gela Lhakhang (Ngenlung Drechagling), Damche Lhakhang und Khewang Lhakhang.
Am 11. November findet seit 1998 jedes Jahr ein Festival statt, um die Schwarzhalskraniche willkommen zu heißen, die Ende Oktober eintreffen. Das Beweiden der Bambuswiesen durch Rinder und Pferde im Sommer bereitet den Boden für die überwinternden Kraniche vor. Diese ernähren sich auf den Feldern von Getreideresten und Zwergbambussprossen sowie von Knollen und Regenwürmern. Die Ankunft der Kraniche zeigt das Ende der Erntesaison an. Für Touristen wurde ein Schwarzhalskranich-Informationszentrum und Wanderwege eingerichtet. Das Informationszentrum bietet Informationen über das Tal, die Kraniche und die Einwohner, sowie lokal hergestellte Souvenirs.

Das am 11. November stattfindende Kranich-Fest
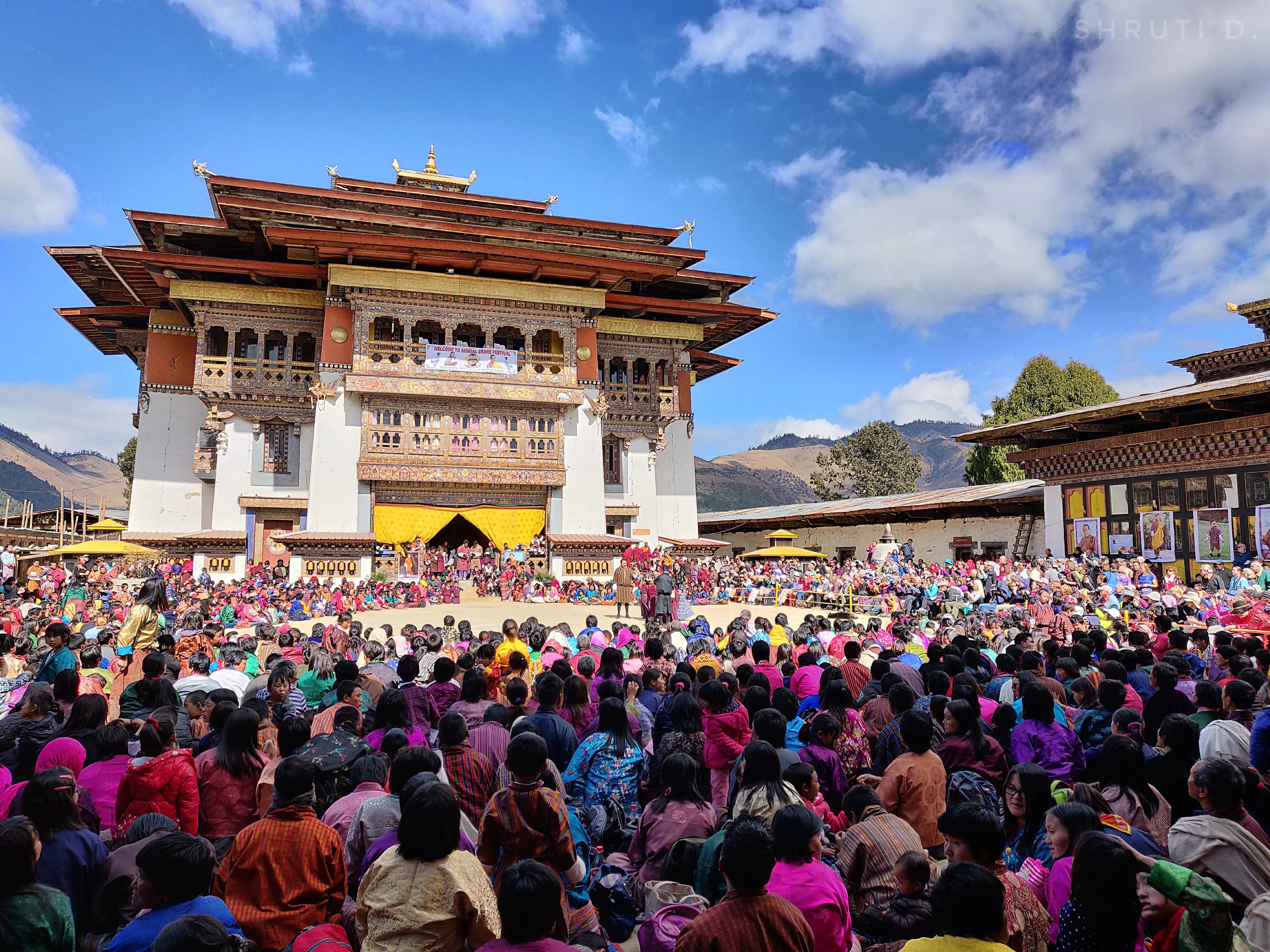
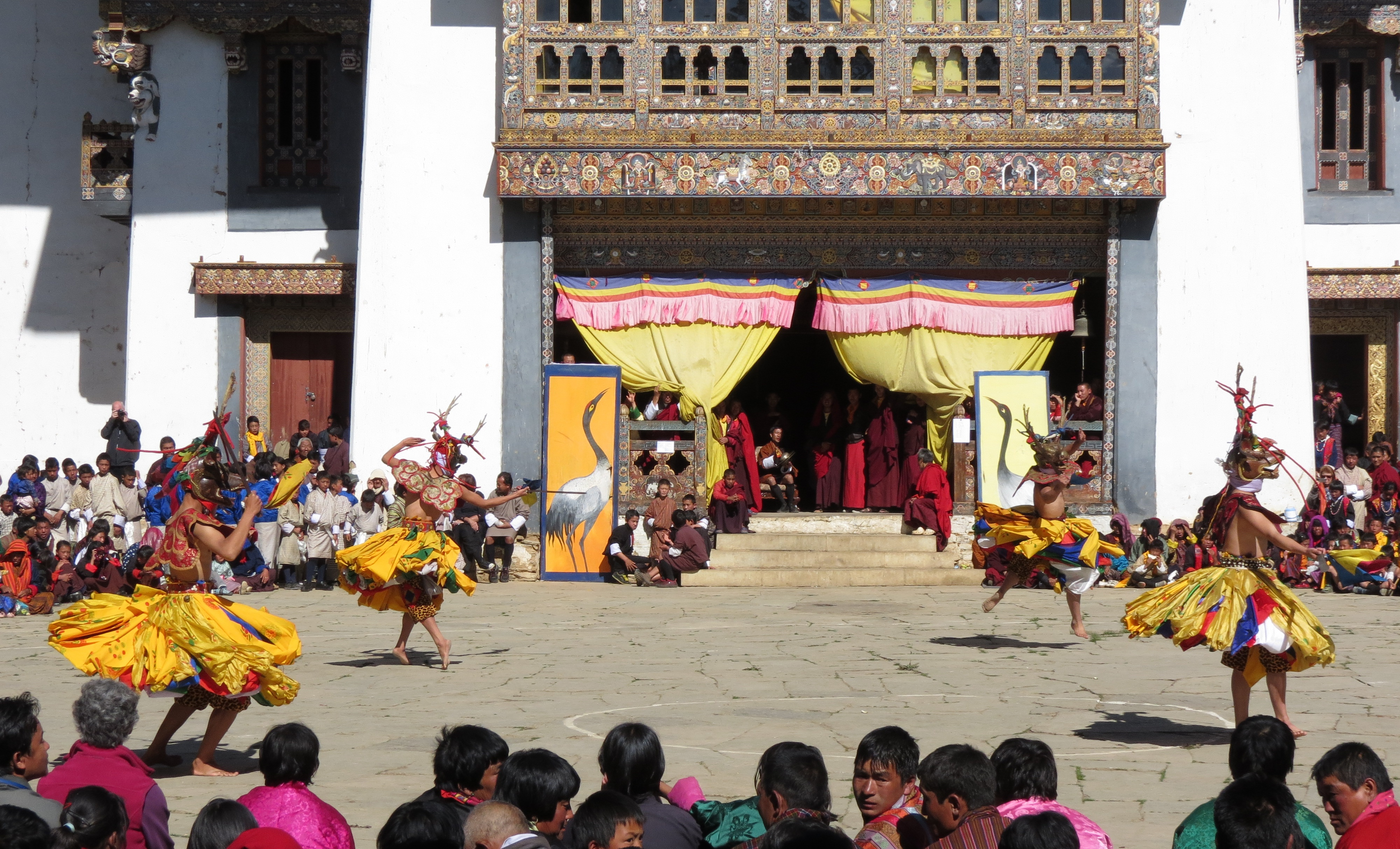
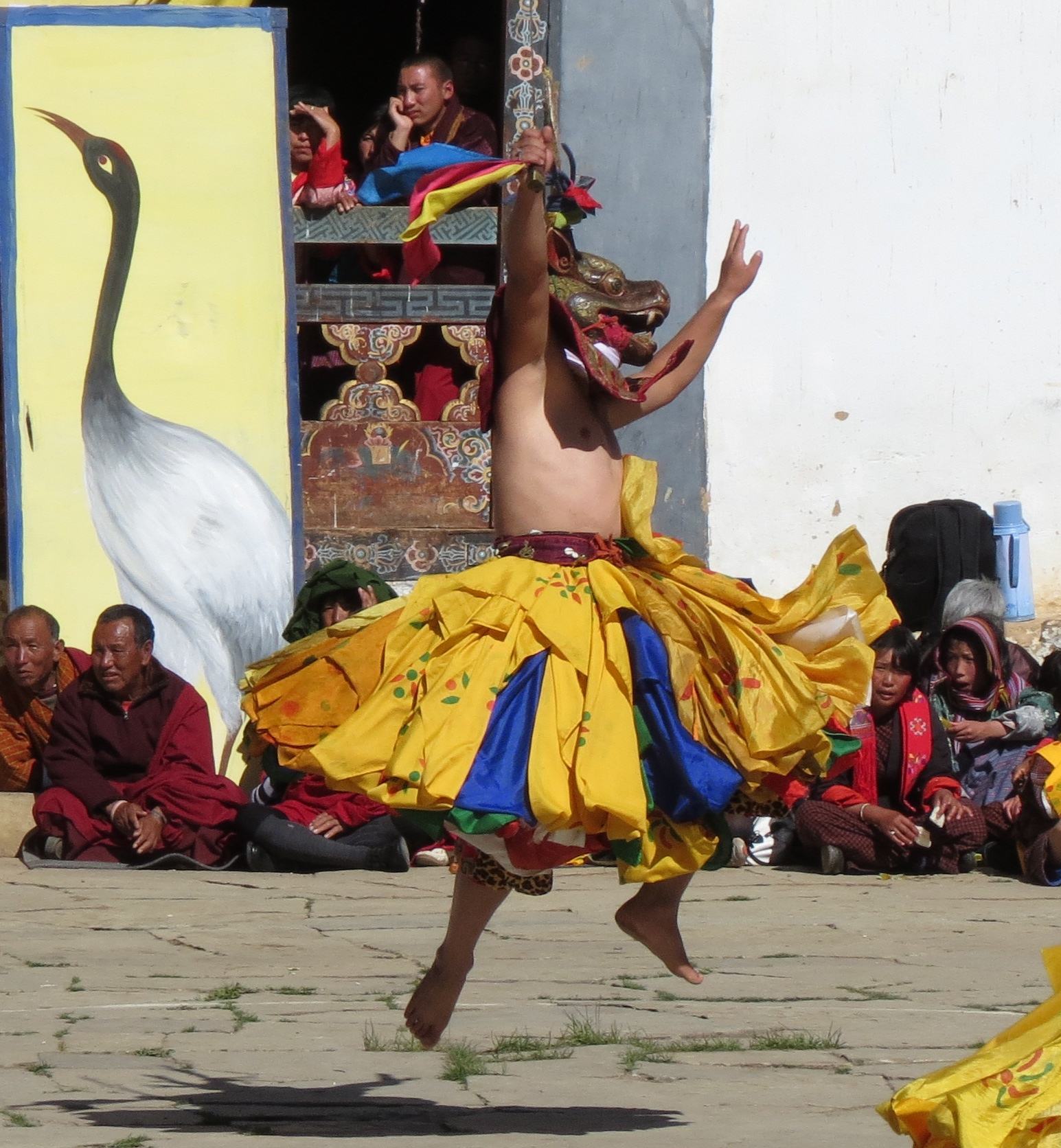
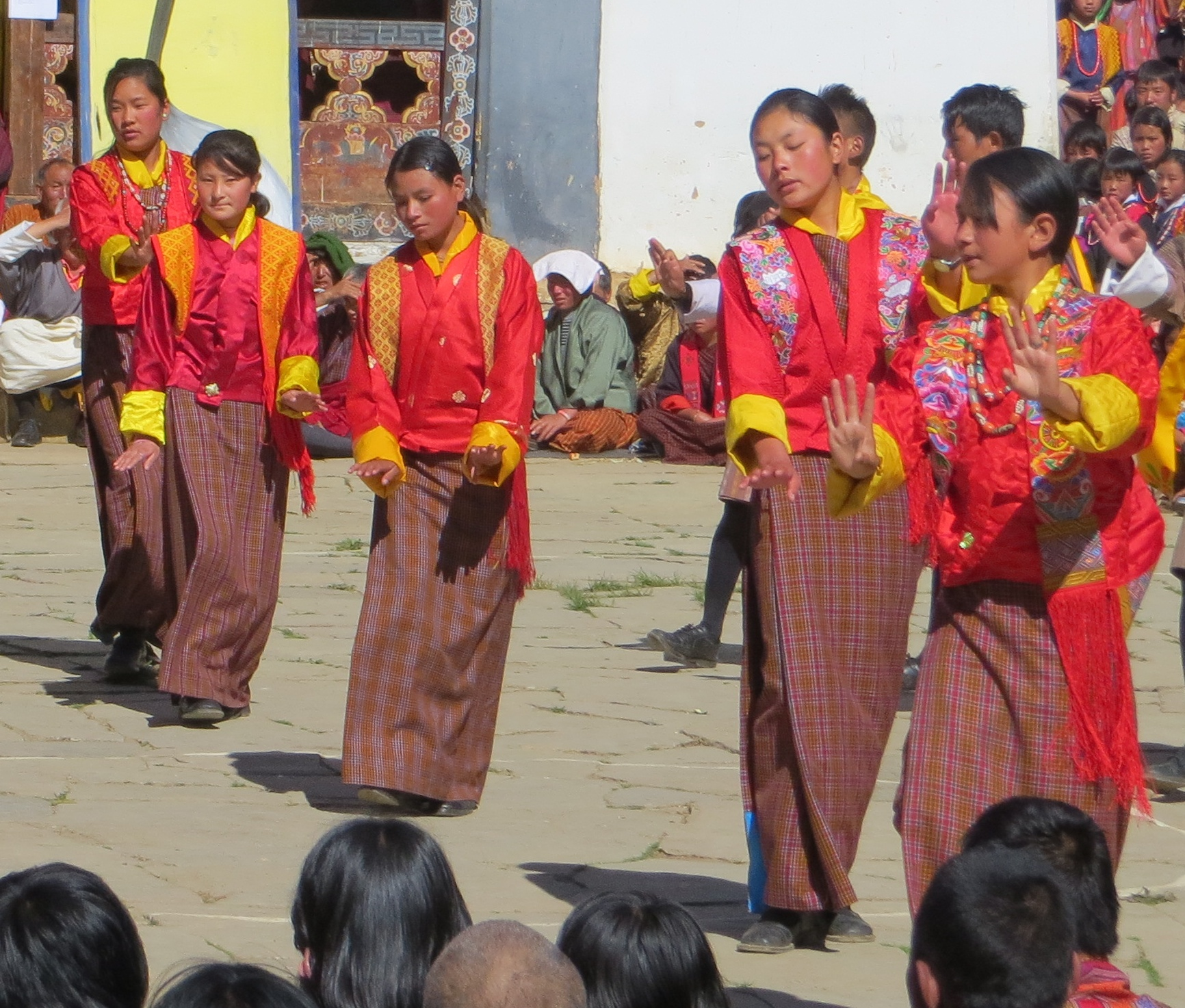
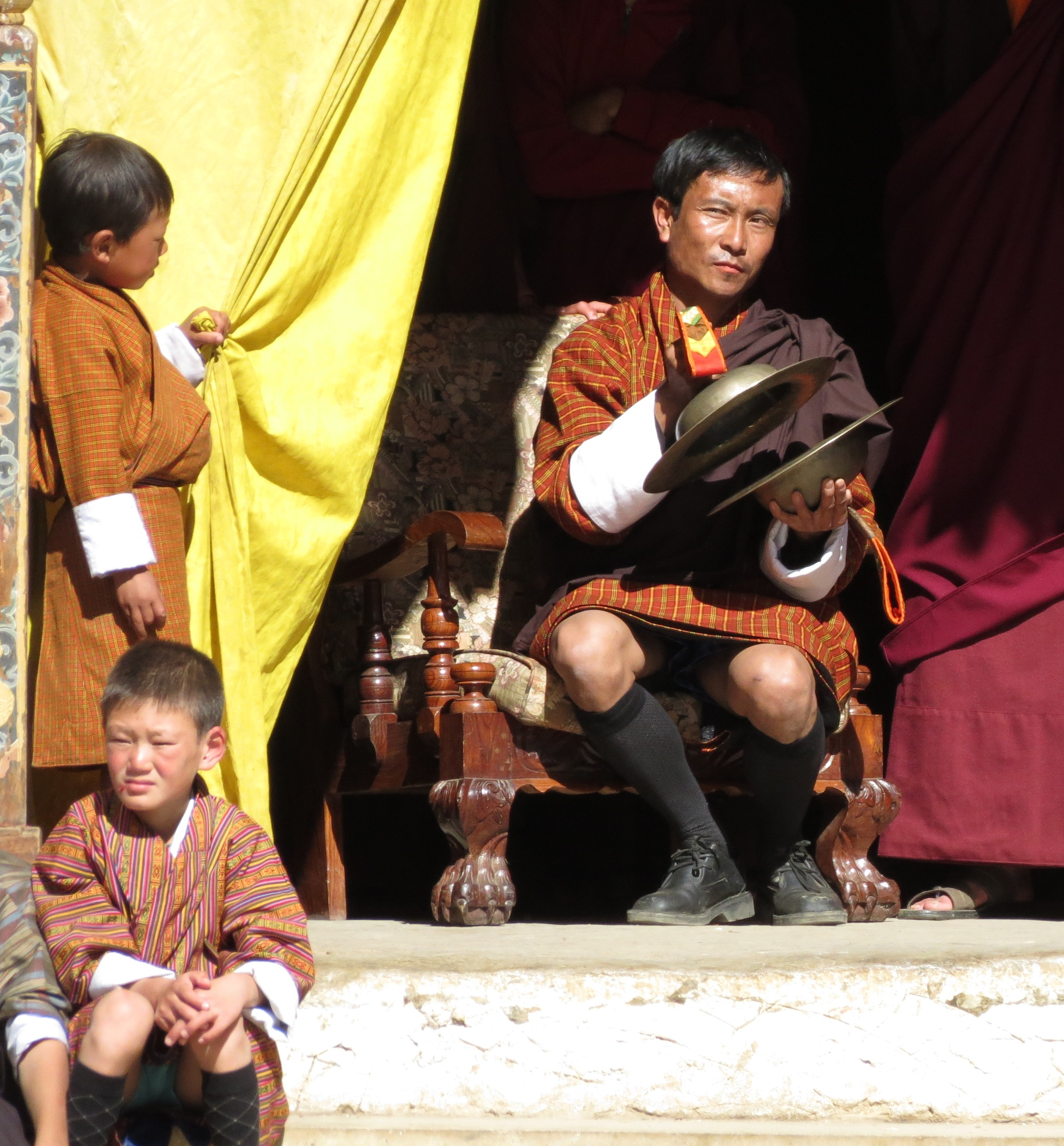